# Okanogan (Washington)
Okanogan [ˌoʊkəˈnɒɡən] ist eine Stadt (City) im Okanogan County im US-Bundesstaat Washington und der County Seat des gleichnamigen Countys. Der Name stammt aus dem Syilx'tsn und bedeutet „Rendezvous“ oder „Treffpunkt“. Das U.S. Census Bureau hat bei der Volkszählung 2020 eine Einwohnerzahl von 2379 ermittelt. Das Motto der Stadt ist „100 Years of Community Pride“ (etwa: 100 Jahre Stolz auf die Gemeinschaft).
Okanogan verfügt über einen kleinen Pendler-Flugplatz, den Okanogan Legion Airport – (S35) mit einer befestigten Start- und Landebahn von 772 Metern Länge.

## Geschichte

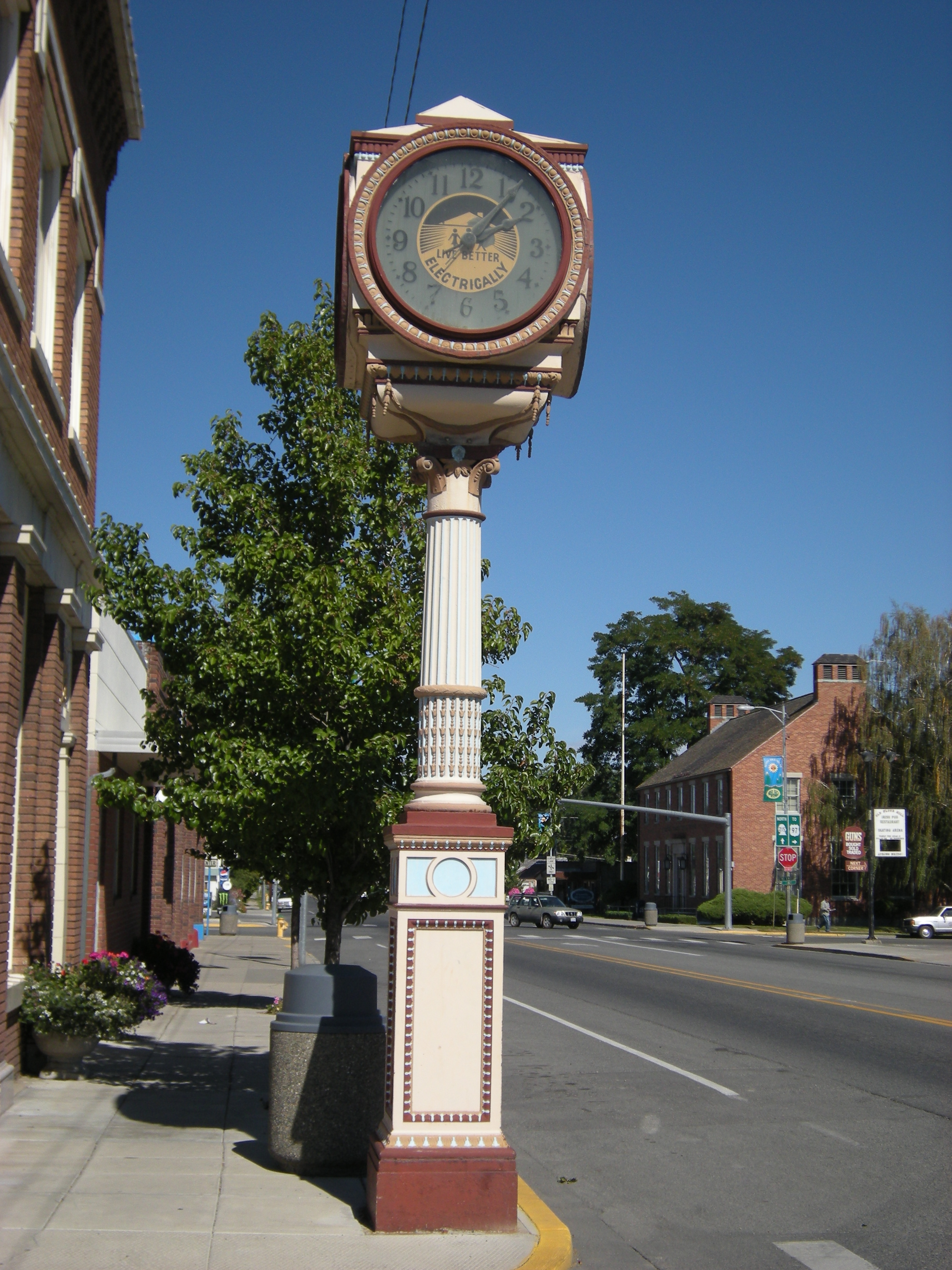
Öffentliche Uhr und (rechts) Postamt. Die Inschrift auf der Uhr lautet Live better electrically (etwa: Lebe besser mit Elektrizität). Das Postamt ist im National Register of Historic Places aufgelistet.

Okanogan wurde offiziell am 29. Oktober 1907 als Gebietskörperschaft anerkannt.

## Geographie
Die Stadt liegt am Okanogan River auf 48°22' N / 119°34'52" W. Nach dem United States Census Bureau nimmt sie eine Fläche von 5,18 km² ein, wovon 5,05 km² Land- und 0,13 km² Wasserfläche sind.

## Klima
Okanogen hat ein semiarides Klima (nach Köppen & Geiger: BSk) bzw. ein beinahe kontinentales Klima mit heißen Sommern (nach Köppen & Geiger: Dsa).
|                        | Jan    | Feb    | Mär    | Apr   | Mai   | Jun   | Jul   | Aug   | Sep   | Okt    | Nov    | Dez    |   |        |
| Mittl. Temperatur (°C) | −2,78  | 0,00   | 5,56   | 10,00 | 14,44 | 18,61 | 22,50 | 22,50 | 17,22 | 9,44   | 2,22   | −3,33  | ⌀ | 9,7    |
| Mittl. Tagesmax. (°C)  | 15,00  | 17,22  | 24,44  | 35,56 | 36,67 | 38,89 | 42,78 | 41,11 | 38,33 | 30,00  | 21,11  | 19,44  | ⌀ | 30,1   |
| Mittl. Tagesmin. (°C)  | −30,00 | −32,22 | −22,78 | −9,44 | −7,22 | −1,11 | 1,67  | 1,11  | −6,67 | −13,33 | −21,11 | −29,44 | ⌀ | −14,1  |
|                        |        |        |        |       |       |       |       |       |       |        |        |        |   |        |
| Niederschlag (mm)      | 42,93  | 34,04  | 29,72  | 26,67 | 32,27 | 31,24 | 20,57 | 11,68 | 14,73 | 27,94  | 45,97  | 64,51  | Σ | 382,27 |

| −30,00 |

| −32,22 |

| −22,78 |

| −9,44 |

| −7,22 |

| −1,11 |

| 1,67 |

| 1,11 |

| −6,67 |

| −13,33 |

| −21,11 |

| −29,44 |

| −30,00 |

| −32,22 |

| −22,78 |

| −9,44 |

| −7,22 |

| −1,11 |

| 1,67 |

| 1,11 |

| −6,67 |

| −13,33 |

| −21,11 |

| −29,44 |

## Demographie
| Jahr | Einwohner¹ |
| ---- | ---------- |
| 1910 | 611        |
| 1920 | 1.015      |
| 1930 | 1.519      |
| 1940 | 1.735      |
| 1950 | 2.013      |
| 1960 | 2.001      |
| 1970 | 2.015      |
| 1980 | 2.326      |
| 1990 | 2.370      |
| 2000 | 2.484      |
| 2010 | 2.552      |
| 2020 | 2.379      |

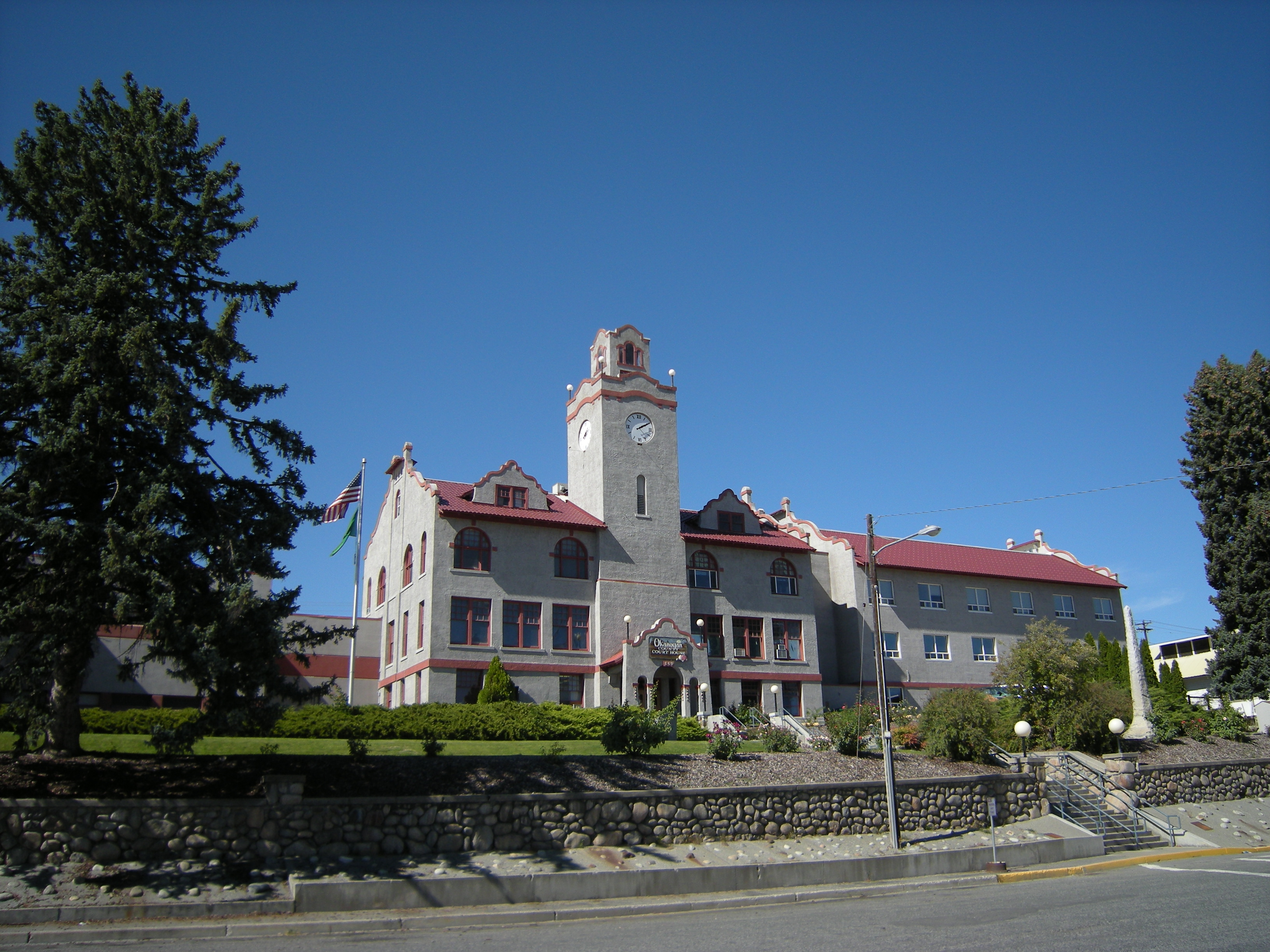
Gerichtsgebäude des Okanogan County

¹ 1910–2020: Volkszählungsergebnisse

### Census 2000
Nach der Volkszählung von 2000 hatte Okanogan 2.484 Einwohner, 909 Haushalte und 599 Familien. Die Bevölkerungsdichte betrug 524,1 pro km². Es gab 997 Wohneinheiten bei einer mittleren Dichte von 210,4 pro km². Die Bevölkerung bestand zu 80,60 % aus Weißen, zu 0,36 % aus Afroamerikanern, zu 8,17 % aus Indianern, zu 0,40 % aus Asiaten, zu 0,08 % aus Pazifik-Insulanern, zu 6,64 % aus anderen „Rassen“ und zu 3,74 % aus zwei oder mehr „Rassen“. Hispanics oder Latinos „jeglicher Rasse“ bildeten 10,10 % der Bevölkerung.
Von den 909 Haushalten beherbergten 37,1 % Kinder unter 18 Jahren, 48,1 % wurden von zusammen lebenden verheirateten Paaren und 13,4 % von alleinstehenden Müttern geführt; 34,0 % waren Nicht-Familien. 28,7 % der Haushalte waren Singles und 10,9 % waren alleinstehende über 65-jährige Personen. Die durchschnittliche Haushaltsgröße betrug 2,49 und die durchschnittliche Familiengröße 3,06 Personen.
Der Median des Alters in der Stadt betrug 37 Jahre. 27,7 % der Einwohner waren unter 18, 8,9 % zwischen 18 und 24, 26,4 % zwischen 25 und 44, 21,9 % zwischen 45 und 64 und 15,1 % 65 Jahre oder älter. Auf 100 Frauen kamen 99,7 Männer, bei den über 18-Jährigen waren es 94,6 Männer auf 100 Frauen.
Alle Angaben zum mittleren Einkommen beziehen sich auf den Median. Das mittlere Haushaltseinkommen betrug 26.994 US$, in den Familien waren es 33.947 US$. Männer hatten ein mittleres Einkommen von 31.143 US$ gegenüber 20.822 US$ bei Frauen. Das Pro-Kopf-Einkommen betrug 13.849 US$. Etwa 20,2 % der Familien und 24,3 % der Gesamtbevölkerung lebte unterhalb der Armutsgrenze; das betraf 31,9 % der unter 18-Jährigen und 16,3 % der über 65-Jährigen.

### Census 2010
Nach der Volkszählung von 2010 gab es in Okanogan 2.552 Einwohner, 983 Haushalte und 619 Familien. Die Bevölkerungsdichte betrug 505,3 pro km². Es gab 1.051 Wohneinheiten bei einer mittleren Dichte von 208,1 pro km². Die Bevölkerung bestand zu 79,8 % aus Weißen, zu 0,5 % aus Afroamerikanern, zu 7,9 % aus Indianern, zu 0,4 % aus Asiaten, zu 0,2 % aus Pazifik-Insulanern, zu 6,4 % aus anderen „Rassen“ und zu 4,8 % aus zwei oder mehr „Rassen“. Hispanics oder Latinos „jeglicher Rasse“ bildeten 14,1 % der Bevölkerung.
Von den 983 Haushalten beherbergten 32,6 % Kinder unter 18 Jahren, 40,6 % wurden von zusammen lebenden verheirateten Paaren, 15,8 % von alleinerziehenden Müttern und 6,6 % von alleinstehenden Vätern geführt; 37 % waren Nicht-Familien. 30,1 % der Haushalte waren Singles und 11,4 % waren alleinstehende über 65-jährige Personen. Die durchschnittliche Haushaltsgröße betrug 2,39 und die durchschnittliche Familiengröße 2,91 Personen.
Der Median des Alters in der Stadt betrug 37,7 Jahre. 24,2 % der Einwohner waren unter 18, 10,1 % zwischen 18 und 24, 24,3 % zwischen 25 und 44, 26,6 % zwischen 45 und 64 und 14,9 Jahre oder älter. Von den Einwohnern waren 50,7 % Männer und 49,3 % Frauen.